# Tajemné dálky

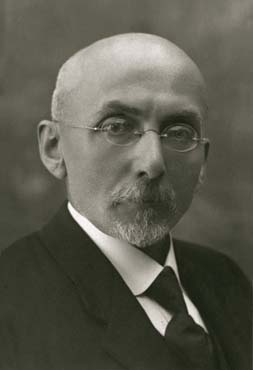
Otokar Březina

Tajemné dálky (Tajemnicze dale) – tomik wierszy czeskiego symbolisty Otokara Březiny, opublikowany w 1895. 

## Treść
Wiersze są utrzymane w tonacji pesymistycznej. Zostały napisane wierszem regularnym, przeważnie jambicznym aleksandrynem. 

V mé tělo pronikni a v každý nerv a sval
se z tajných zdrojů svých mi rozlej balsámem,
jak láva vytryskni a hoř a teč a pal,
v rozkoší šílených vzplanutí neznámém;
až smolnou pochodní žádostí žhavý dech
na popel dohoří tajemným ohněm tvým,
tu dechni v čelo mé a usnouti mne nech
v sen věčný, poslední, z něhož se nevzbudím.

Spośród utworów składających się na tomik często przywoływany jest wiersz Moje matka.

Šla žitím matka má, jak kajicnice smutná,
den její neměl vůně, barev, květů, jasu;
plod žití suchý jen, jenž jako popel chutná,
bez osvěžení trhala se stromu času.

## Przekład
Na język polski Hymn wstępny i Modlitwę wieczorną przełożył Maciej Szukiewicz.

Wskroś przesyć ciało me, nerw każdy, każdy rdzeń,
Z tajemnych źródeł swych balsamem we mnie spłyń,
Strumieniem lawy krąż i pal się, wrzej i pień,
Rozkoszy dzikich świt nieznany dla mnie czyń;
Aż kiedy płomień żądz w tajemnem ogniu twem
Na popiół wytli się jak smolne łuczyw drwa,
Ty wtedy czoło me ognistym poraź tchem,
W ostatni ułóż sen, co wieczność całą trwa.